# Kazimierz Chodziński
Kazimierz Mieczysław Chodziński (ur. 15 stycznia 1861 w Łańcucie, zm. 1921 we Lwowie) – polski rzeźbiarz, medalier. 

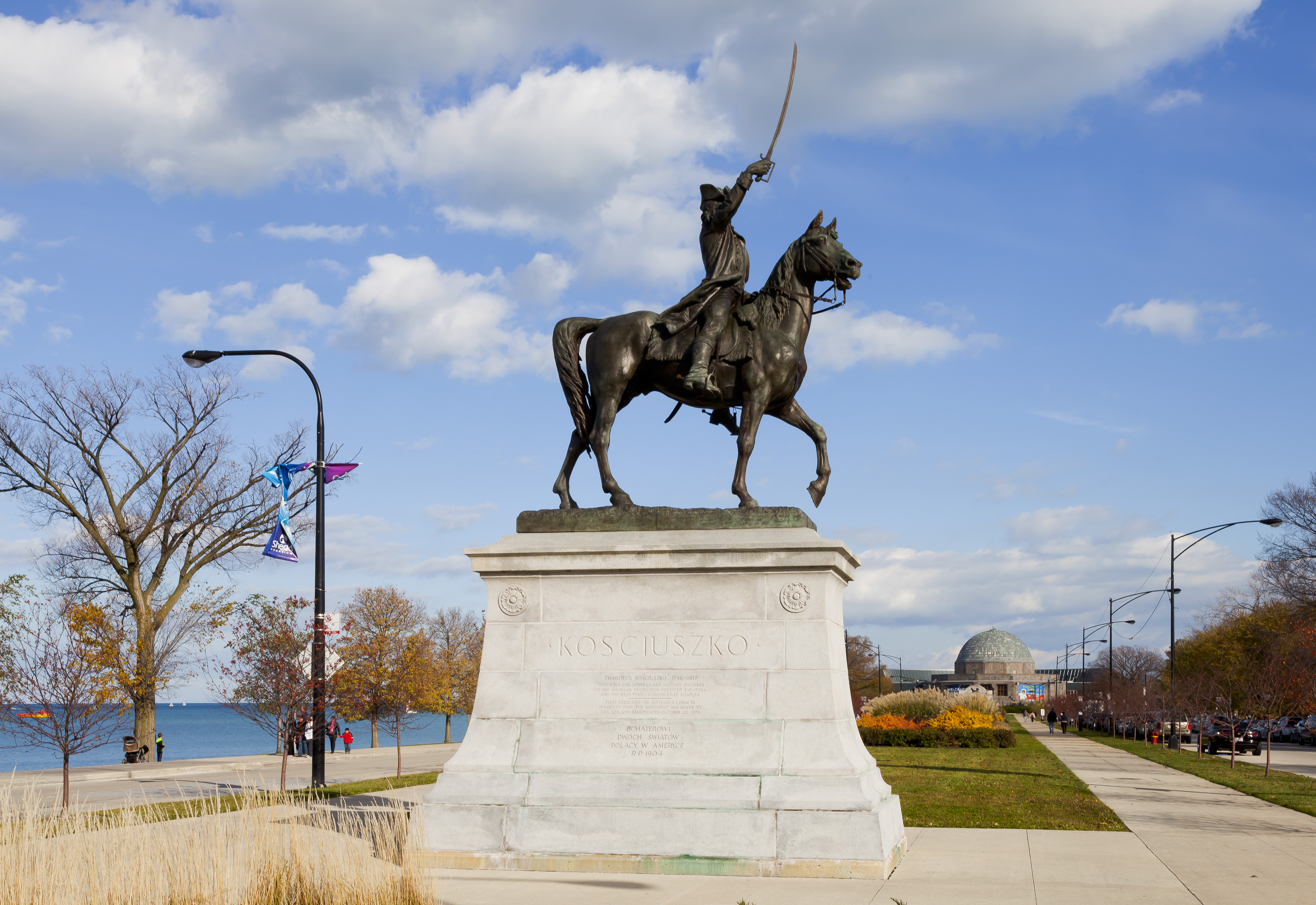
Pomnik Tadeusza Kościuszki w Chicago

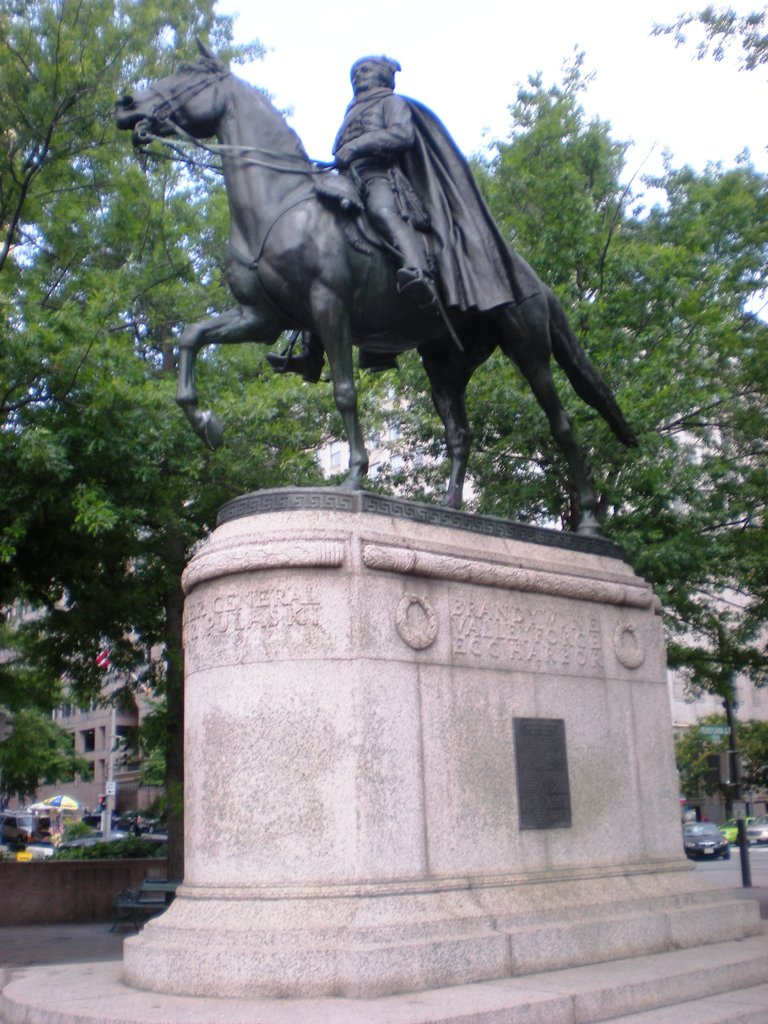
Pomnik Kazimierza Pułaskiego w Waszyngtonie

## Życiorys
Był synem malarza Karola Chodzińskiego (1815-1904) i jego żony Zofii z Dubielowskich. Pierwsze lekcje rzeźby pobierał u Piotra Kozakiewicza, od 1878 studiował w Szkole Sztuk Pięknych w Krakowie pod kierunkiem Walerego Gadomskiego i Jana Matejki. Podczas studiów namalował obraz Egipcjanka, który wygrał konkurs plastyczny. Dzięki temu uzyskał stypendium rządowe i w 1885 wyjechał do Wiednia, gdzie był uczniem Edmunda von Hellmera w tamtejszej Akademii Sztuk Pięknych. W 1887 powrócił do Krakowa i założył własną pracownię, którą nazwał Zakładem Rzeźby Artystycznej Kościelnej. W 1892 wykonał ołtarz główny dla kościoła parafialnego św. Wojciecha w Szczawnicy i posiadający cechy barokowe kościoła św. Urbana w Brzeszczach. Wykonywał prace dla kościołów we Wrocławiu i Sandomierzu, a po stworzeniu filii pracowni w Warszawie również dla świątyń w tym mieście. W 1903 wyjechał do Stanów Zjednoczonych, rok później zaprojektował pomnik Tadeusza Kościuszki, który stanął w Humboldta Park w Chicago. Kolejną dużą pracą był zrealizowany w 1910 pomnik gen. Kazimierza Pułaskiego w Waszyngtonie, w tym samym roku Kazimierz Chodziński powrócił do Europy i zamieszkał we Lwowie. Otworzył tam pracownię rzeźbiarską, w której tworzył medaliony i plakiety. Powstało ok. 200 prac portretowych przedstawiających wybitnych Polaków, jedną z większych prac z tego okresu jest powstała w 1915 seria medalionów stiukowych przedstawiających świętych związanych ze zgromadzeniem Jezuitów, która zdobi wnętrze Sanktuarium Matki Bożej Miłosierdzia w Starej Wsi. Od 1918 tworzył podobizny rodaków działających na rzecz odzyskania przez Polskę niepodległości m.in. liczne w podobizną marsz. Józefa Piłsudskiego.
Zmarł w 1921 (pewne źródła podają 1919) we Lwowie, spoczywa na Cmentarzu Łyczakowskim.